# Anastasia Dmytrivna Kozhevnikova
Anastasia Dmytrivna Kozhevnikova (tiếng Ukraina: Анастасія Дмитрівна Кожевнікова; sinh ngày 26 tháng 3 năm 1993) là một ca sĩ, nhạc sĩ Ukraina và cựu thành viên của nhóm nhạc nữ Nu Virgos.

## Cuộc đời và sự nghiệp
Anastasia Dmytrivna Kozhevnikova sinh ngày 26 tháng 3 năm 1993 tại thành phố Yuzhnoukrainsk. Năm sáu tuổi, cô là thành viên của dàn hợp xướng "Капельки" (Kapelky). Hai năm sau, cô theo học tại một trường âm nhạc, chuyên ngành piano. Trong thời gian này, cô cũng học thêm về các kỹ năng diễn xuất và vũ đạo cơ bản và theo học tại nhà hát nhạc pop "Галатея". Kozhevnikova đã tham gia nhiều cuộc thi khác nhau từ khi còn nhỏ, có thể kể đến như "Бегущие по волнам" (Running on Waves), "Первые ласточки" và "Молода Галичина", nhưng không đạt được nhiều thành công. Năm 16 tuổi, Kozhevnikova lần đầu tiên tham gia thử vai trong chương trình truyền hình "Супер зірка" (Supergirl) và đã thành công vượt qua vòng tuyển chọn, nhưng cuối cùng, do thời gian ghi hình của chương trình trùng với kỳ kiểm tra, cô đã không tiếp tục tham gia chương trình. Sau đó cô tiếp tục tham gia thử vai trong chương trình X-Factor, Kozhevnikova đã trình diễn nhóm 3 người cùng với các thí sinh cùng thử vai khác, nhưng đã không thể đi tiếp vào vòng trong. Năm 2011, Kozhevnikova được nhận vào học tại "Киевский Национальный Университет Технологии и Дизайна" (Đại học Quốc gia Công nghệ và Thiết kế Kyiv), và đã tốt nghiệp chuyên ngành quản lý công ty.

### Show diễn "Хочу V ВИА Гру" (I Want To Be in Nu Virgos)
Ngày 25 tháng 11 năm 2012, Konstantin Shotayevich Meladze tuyên bố rằng Nu Virgos sẽ giải tán từ ngày 1 tháng 1 năm 2013, viện dẫn lý do rằng nhóm đã trở nên lỗi thời với đội hình hiện tại. Tuy nhiên, một tuần sau đó, lại có thông báo rằng sẽ có một buổi thử vai cho ban nhạc với định dạng của một chương trình thực tế có tên "Хочу V ВИА Гру" (I Want To Be in Nu Virgos). Meladze tuyên bố rằng đã đến lúc cần có một Nu Virgos với một hình thức mới. Kozhevnikova đã tham gia thử vai, và đã thành công đi tiếp vào vòng trong qua màn trình diễn ca khúc do Konstantin Meladze sáng tác có tựa đề "Безответно" (Unrequited). Tại vòng hai, Kozhevnikova đã có một màn trình diễn thành công cùng với Elena Pischikova và Diana Shimanovskaya, nhưng Meladze sau đó lại xếp cô vào đội cùng với Misha Romanova và Erika Herceg. Ở vòng cuối, 8 bộ ba phải tham gia thi đấu để giành được sự lựa chọn từ ban giám khảo, là các cựu ca sĩ solo của Nu Virgos. Mỗi nhóm được lựa chọn một bài hát để thể hiện. Bộ ba Kozhevnikova, Romanova và Herceg đã được Albina Borisovna Dzhanabaeva lựa chọn, nhưng Meladze đã vô hiệu hóa lựa chọn này với lý do ba người đã tự tiện đã cắt bộ váy được dùng trong màn trình diễn mà không hỏi đến các nhà phục trang. Bộ ba gần như được xem là đã bị loại khỏi cuộc thi, nhưng Nadezhda Granovskaya đã thuyết phục Meladze giữ họ lại và đưa họ về đội của cô. Dưới sự dẫn dắt của Granovskaya, những cô gái đã đi tới vòng chung kết với tiết mục "Перемирие" (Truce), và theo kết quả bình chọn của khán giả vào ngày 25 tháng 10, họ đã chiến thắng cuộc thi và trở thành đội hình mới của Nu Virgos. Bài hát "Перемирие" (Truce) sau đó tiếp tục giành được nhiều giải thưởng về cho ban nhạc, và đã trở thành bài hát nổi tiếng nhất của đội hình mới.

### 2013–2018: Nu Virgos

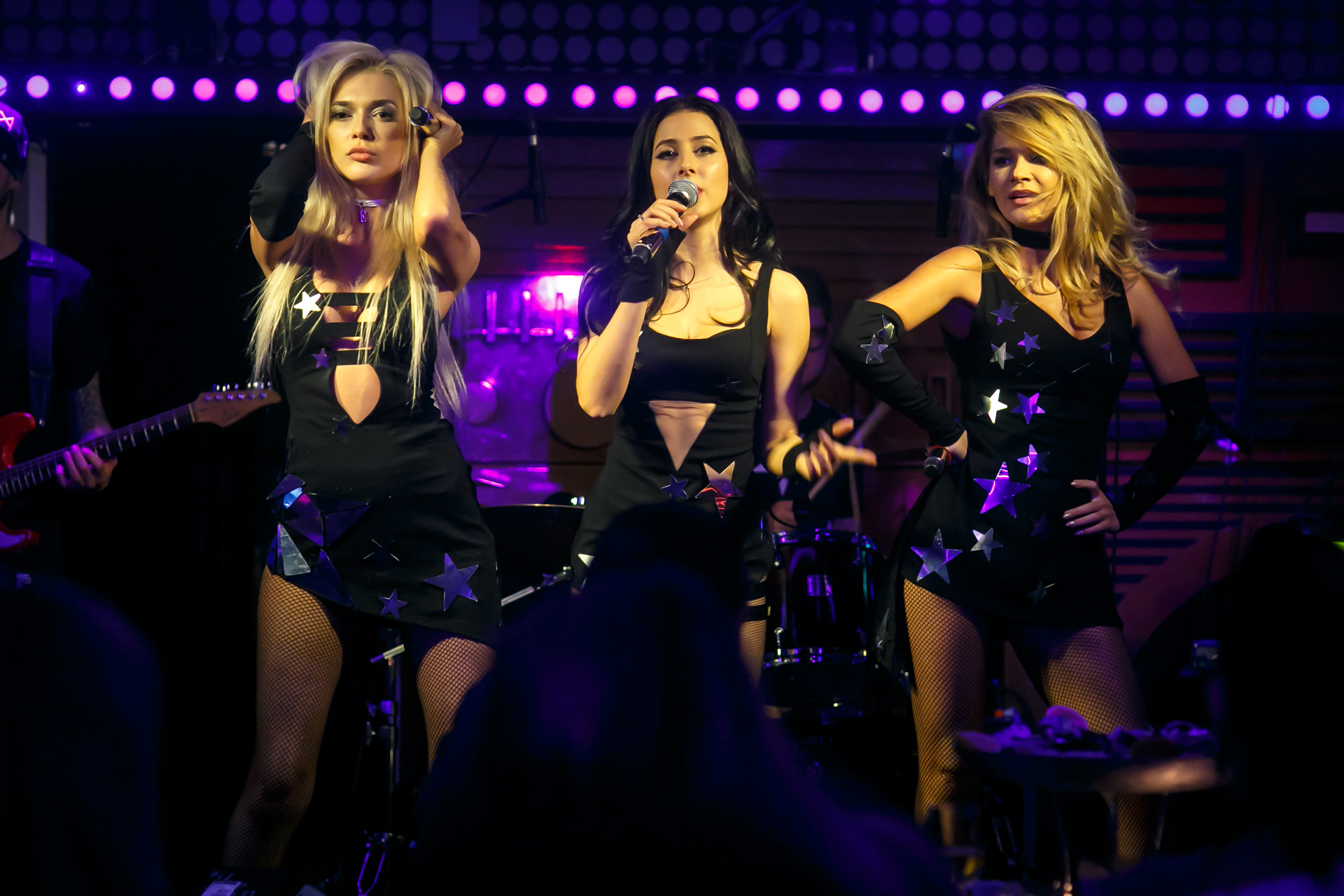
Kozhevnikova trình diễn cùng Nu Virgos năm 2016

Sự kiện lớn đầu tiên mà ban nhạc biểu diễn trong đội hình mới là tại buổi hòa nhạc "We are United," được tổ chức tại điện Kremli vào ngày 4 tháng 11. Từ sau buổi hòa nhạc, ban nhạc bắt đầu tích cực tổ chức các chuyến lưu diễn. Ngoài các đĩa đơn mới, đội hình mới cũng thường xuyên trình diễn các bản hit qua các năm được cải biên. Vào tháng 12, Kozhevnikova lần đầu tiên xuất hiện trong buổi chụp hình cùng với ban nhạc cho tạp chí nam giới XXL. Ngày 13 tháng 5 năm 2014, đĩa đơn thứ hai của ban nhạc, có tựa đề "У меня появился другой" (I Got Another One) được phát hành, và đã trở thành bài hát được phát nhiều nhất trên sóng truyền thanh trong năm đó. Vào ngày 12 tháng 6, video âm nhạc cho bài hát được phát hành, và đã trở thành video âm nhạc tiếng Nga được xem nhiều nhất của năm. Ngày 29 tháng 11, ban nhạc đã được trao một giải thưởng tại Giải Máy hát Vàng cho bài hát "Перемирие" (Truce). Theo TopHit, Nu Virgos nằm trong top những ban nhạc có bài hát được phát nhiều nhất trên sóng truyền thanh trong năm 2014. Ngày 6 tháng 6 năm 2015, ban nhạc được trao "Премию Муз-ТВ" lần thứ 9 với bài hát "Кислород" (Oxygen), có sự góp mặt của rapper MOT người Nga.
Ngày 24 tháng 8 năm 2018, Kozhevnikova kết hôn. Trong hôn lễ của mình, cô thông báo rằng hợp đồng của cô với ban nhạc sẽ kết thúc vào ngày 2 tháng 9, và cô đã chọn không gia hạn do muốn theo đuổi sự nghiệp solo.

### 2019–nay: Sự nghiệp solo
Ngày 7 tháng 2 năm 2019, Kozhevnikova phát hành bài hát solo đầu tay có tựa đề "Любить тебя" (To Love You). Bài hát do cô tự sáng tác, lời bài hát do cô và Misha Romanova, một cựu thành viên của Nu Virgos cùng viết. Vào ngày 1 tháng 8, Kozhevnikova phát hành đĩa đơn thứ hai với tựa đề "Так, как ты" (The Way You Are). Vào tháng 10, Kozhevnikovva đã cho ra mắt một video cho bài hát mới với tựa đề "Вселенная" (Universe) và vào tháng 12, cô tiếp tục ra mắt đĩa đơn quảng bá "Кокон" (Cocoon).
Mùa hè năm 2020, Kozhevnikova tái xuất với đĩa đơn mới mang tên "Мотылёк" (Butterfly).
Ngày 26 tháng 11 năm 2021, Kozhevnikova phát hành bài hát với tựa đề "Тет-а-тет" (Face-to-Face), hợp tác với ban nhạc MBreeze.

## Danh sách đĩa nhạc

### Đĩa đơn

#### Solo
| Năm  | Tựa đề                                          | Tên tiếng Anh                                       | Album                         |
| ---- | ----------------------------------------------- | --------------------------------------------------- | ----------------------------- |
| 2019 | - Любить Тебя - Так, как ты - Вселенная - Кокон | - To Love You - The Way You Are - Universe - Cocoon | Đĩa đơn không nằm trong album |
| 2020 | Мотылек                                         | Butterfly                                           | Đĩa đơn không nằm trong album |

#### Tư cách nghệ sĩ tham gia
| Năm  | Tựa đề                  | Tên tiếng Anh | Album                         |
| ---- | ----------------------- | ------------- | ----------------------------- |
| 2021 | Тет-а-тет (ft. MBreeze) | Face-to-Face  | Đĩa đơn không nằm trong album |

#### Với Nu Virgos
| Năm  | Tựa đề                                    | Tên tiếng Anh            | Album                                       |
| ---- | ----------------------------------------- | ------------------------ | ------------------------------------------- |
| 2013 | Перемирие                                 | Truce                    | Всё лучшее в одном                          |
| 2014 | У Меня Появился Другой Кислород (ft. MOT) | I got another one Oxygen | Всё лучшее в одном (only I Got Another One) |
| 2015 | Так Сильно Это Было Прекрасно             | So much It Was Wonderful | Всё лучшее в одном (only It Was Wonderful)  |
| 2016 | Кто Ты Мне?                               | Who Are You To Me?       | Đĩa đơn không nằm trong album               |
| 2017 | Моё Сердце Занято                         | My Heart Is Busy         | Đĩa đơn không nằm trong album               |